# نادي أوروبا (إسبانيا)
نادي أوروبا الرياضي هو نادي كرة قدم إسباني يقع في مدينة برشلونة في منطقة غراسيا، في مجتمع كتالونيا المتمتع بالحكم الذاتي. تأسس النادي في عام 1907، وهو يلعب في الدوري الإسباني الدرجة الثالثة، حيث تقام المباريات التي على أرضة في ملعب سردينيا الجديدة بسعة 7,000 مقعد.

## وصلات خارجية
- موقع نادي أوروبا الإسباني الرسمي (بالكتالونية)